# Тилапия
Тилапия е общо име за почти сто вида риби от семейство Цихлиди. Те обитават различни пресноводни местообитания, включително плитки потоци, реки и езера. Исторически Тилапия е от голямо значение за занаятчийския риболов в Африка и Ливан и е с нарастваща важност за аквакултурите. Тилапия може да стане проблематично нахлуващ вид в нови местообитания с топла вода, независимо дали е умишлено или случайно попаднала. Като цяло не може да се приспособи в умерен климат, поради неспособността си да оцелее в прохладни води, обикновено под 16 °С.
Името Тилапия се основава на името на рода Tilapia, което от своя страна е латинизиран вариант на thiape („риба“ на тсвана). Шотландският зоолог Андрю Смит въвежда името на вида през 1840 г.
Тилапия е известна с много имена. Прозвището Свети Петровата риба идва от историята в Библията за апостол Петър, който хваща риба, с монета в устата. Някои видове Тилапия (Sarotherodon galilaeus galilaeus и други) се срещат в Галилейското езеро, където авторът на Евангелието на Матея твърди, че се е състояло събитието. Тези видове са били обект на малък занаятчийски риболов в района в продължение на хиляди години.
Тилапия е петият по важност вид в рибопроизводството, с 1 505 804 метрични тона за 2000 г. Поради големите си размери, бърз растеж и вкусовите си качества, се полагат големи усилия за отглеждане на цихлидови риби и по-специално видовете от род Oreochromis, Sarotherodon и Tilapia, известни като тилапии. Подобно на други големи риби, те са добър източник на протеини и са популярни сред занаятчии и търговци в областта на рибарството.